# Meding (Adelsgeschlecht)

Wappen derer von Meding

Meding ist der Name eines alten lüneburgischen Adelsgeschlechts.

## Geschichte
Das Geschlecht erscheint erstmals urkundlich 1155 mit Wernerus mariscalcus, der als Ministerialer Heinrichs des Löwen schon das Erbmarschallamt des Fürstentums Lüneburg innehatte. Der namensgebende Stammsitz der Familie, Altenmedingen (heute Kreis Uelzen), wird erstmals im 12. Jahrhundert urkundlich erwähnt. Die dort angesessenen Brüder Werner und Gebhard von Meding gründeten 1241 ein Zisterzienserkloster, welches 1336 unter Beibehaltung seines Namens Medingen an den unweit gelegenen Ort Tzellensen an der Ilmenau verlegt wurde. Bis 1376 besaß das Geschlecht eine eigene Burg zu Horn bei Dahlenburg. 1360 erfolgte in Verbindung mit dem Erbmarschallamt und dem Burglehen zu Lüneburg die Belehnung mit dem Gut Schnellenberg bei Lüneburg.
Die Familie von Meding gehörte zu den Burgmannengeschlechtern der Lüneburger Herzöge.
Die Familie war auch in Mecklenburg ansässig. Im Einschreibebuch des Klosters Dobbertin befinden sich sechs Eintragungen von Töchtern der Familien von Meding aus den mecklenburgischen Dörfern Kirch-Kogel, Suckwitz und Bellin (Krakow am See) von 1844 bis 1893 zur Aufnahme in das dortige adelige Damenstift. Das Grab der am 22. Juli 1905 verstorbenen Nr. 1258, Konventualin Marie von Meding befindet sich auf dem Klosterfriedhof Dobbertin. Auch Gut Kägsdorf war seit dem 19. Jahrhundert im Besitz der Familie.
Gut Schnellenberg befindet sich bis heute in Familienhand.

## Wappen

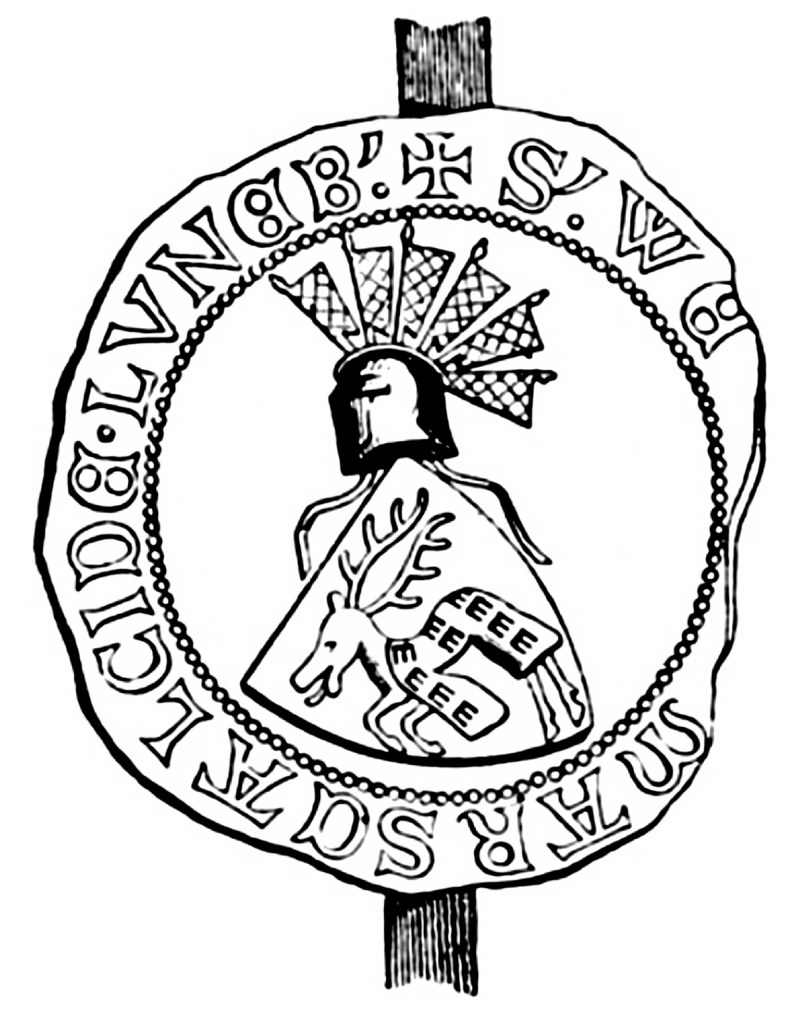
Siegel des Werner von Meding, Marschalls von Lüneburg, 1307

Das seit 1303 nachweisbare Wappen zeigt in Silber einen liegenden achtendigen schwarzen Hirsch mit nach links ausgeschlagener roter Zunge, mit dem rechten Vorderlauf aufspringend und mit einer von Rot und Silber pfahlweise gestreiften Decke bis gegen den Hals überdeckt. Auf dem Helm mit rot-silbernen Decken stehen zwei nach außen gebogene Sicheleisen (rechts silber, links rot) vor 13 (rechts sechs, links sieben) links- und rechtshin geneigten roten Fähnlein an silbernen Stangen. Hinter dem Wappenschild zwei gekreuzte, mit roten Herzen bestreute Marschallstäbe.

## Bekannte Namensträger
- Werner von Meding († 1499), Marschall der Herrschaft zu Lüneburg[3]
- Boldewin von Meding († 1517)[4]
- Georg von Meding (1601–1666), Hofbeamter und Offizier
- Wilhelm von Meding (1625–1674), Domherr in Lübeck
- Ernst August von Meding (1711–1794), braunschweig-lüneburgischer Offizier
- Christian Friedrich August von Meding (1735–1825), Dompropst zu Naumburg, Genealoge und Heraldiker
- Franz von Meding (1765–1849), Berghauptmann und Minister
- August Werner von Meding (1792–1871), Oberpräsident der Provinz Brandenburg, Mitglied im Preußischen Herrenhaus, Domherr von Brandenburg, Kurator der Ritterakademie[5]
- Ernst von Meding (1806–1875), Kammerherr und Oberhofmeister der Königin von Hannover
- Gustav Ludwig August Wilhelm von Meding (* 1817), Dragoner-Offizier
- Ernst August von Meding (1855–1928), Verwaltungsbeamter und Regierungschef des Fürstentums Reuß ältere Linie
- Hans von Meding (1868–1917), Reichstagsabgeordneter, gefallen im Ersten Weltkrieg
- Wichmann von Meding (* 1939), evangelischer Theologe und Autor
- Elke von Meding, geb. Schoppe (* 1942), Pädagogin, Vorsitzende der Arbeitsgemeinschaft Bergen-Belsen, Mitglied des Beirates der Stiftung niedersächsische Gedenkstätten, Trägerin der Verdienstmedaille des Verdienstordens der Bundesrepublik Deutschland[6]